# Centro Hospitalar do Barlavento Algarvio
O Centro Hospitalar do Barlavento Algarvio (CHBA) foi um centro hospitalar público português integrado no Serviço Nacional de Saúde, prestando cuidados de saúde programados e urgentes, tanto em ambulatório como com internamento.
Foi criado em 2004, sendo constituído por duas unidades hospitalares, uma em Portimão (sede) e outra em Lagos. Resulta da evolução de diferentes instituições ao longo do tempo, algumas das quais remontam ao século XV.
Em 17 de abril de 2013, o governo português decidiu a sua fusão com o Hospital de Faro, criando o Centro Hospitalar do Algarve, a partir a 1 de julho do mesmo ano.